# Willian José
Willian José (Porto Calvo, 1991. november 23. –) brazil korosztályos válogatott labdarúgó, a spanyol Real Betis csatárja.

## Pályafutása

### Klubcsapatokban
José a brazíliai Porto Calvo községben született. Az ifjúsági pályafutását a CRB csapatában kezdte, majd a Grêmio Barueri akadémiájánál folytatta.
2009-ben mutatkozott be a Grêmio Barueri felnőtt keretében. 2011-ben az uruguayi Deportivo Maldonado szerződtette. 2011 és 2016 között a brazil São Paulo, Grêmio és Santos, illetve a spanyol Real Madrid, Real Zaragoza és Las Palmas csapatát erősítette kölcsönben. 2016-ban a spanyol első osztályban szereplő Real Sociedadhoz igazolt. A 2020–21-es szezon második felében az angol Wolverhampton Wanderersnél, míg a 2021–22-es szezonban a Real Betisnél szerepelt szintén kölcsönben. 2022. július 1-jén négyéves szerződést kötött a Real Betis együttesével. Először a 2022. szeptember 3-ai, Real Madrid ellen 2–1-re elvesztett mérkőzés 71. percében, José Andrés Guardado cseréjeként lépett pályára. Első gólját 2023. február 24-én, az Elche ellen idegenben 3–2-es győzelemmel zárult találkozón szerezte meg.

### A válogatottban
José 2011-ben tagja volt a brazil U20-as válogatottnak.

## Statisztikák
2023. május 4. szerint
| Klub                                 | Szezon   | Osztály        | Bajnokság | Bajnokság | Kupa és Ligakupa | Kupa és Ligakupa | Nemzetközi | Nemzetközi | Összesen | Összesen |
| Klub                                 | Szezon   | Osztály        | Meccs     | Gól       | Meccs            | Gól              | Meccs      | Gól        | Meccs    | Gól      |
| ------------------------------------ | -------- | -------------- | --------- | --------- | ---------------- | ---------------- | ---------- | ---------- | -------- | -------- |
| Real Sociedad                        | 2016–17  | La Liga        | 28        | 12        | 6                | 2                | —          | —          | 34       | 14       |
| Real Sociedad                        | 2017–18  | La Liga        | 34        | 15        | 0                | 0                | 6          | 5          | 40       | 20       |
| Real Sociedad                        | 2018–19  | La Liga        | 31        | 11        | 3                | 0                | —          | —          | 34       | 11       |
| Real Sociedad                        | 2019–20  | La Liga        | 37        | 11        | 4                | 0                | —          | —          | 41       | 11       |
| Real Sociedad                        | 2020–21  | La Liga        | 13        | 3         | 2                | 2                | 6          | 1          | 21       | 6        |
| Real Sociedad                        | Összesen | Összesen       | 143       | 52        | 15               | 4                | 12         | 6          | 170      | 62       |
| Wolverhampton Wanderers (kölcsönben) | 2020–21  | Premier League | 17        | 1         | 1                | 0                | —          | —          | 18       | 1        |
| Real Betis (kölcsönben)              | 2021–22  | La Liga        | 32        | 8         | 4                | 1                | 8          | 1          | 44       | 10       |
| Real Betis                           | 2022–23  | La Liga        | 25        | 2         | 3                | 1                | 8          | 2          | 36       | 5        |
| Real Betis                           | Összesen | Összesen       | 57        | 10        | 7                | 2                | 16         | 3          | 80       | 15       |
| Összesen                             | Összesen | Összesen       | 217       | 63        | 23               | 6                | 28         | 9          | 268      | 78       |

## Sikerei, díjai
São Paulo
- Copa Sudamericana
  - Győztes (1): 2012

Real Madrid
- Copa del Rey
  - Győztes (1): 2013–14

- Bajnokok Ligája
  - Győztes (1): 2013–14

Real Sociedad
- Copa del Rey
  - Győztes (1): 2019–20

Real Betis
- Copa del Rey
  - Győztes (1): 2021–22

Brazil U20-as válogatott
- Dél-amerikai U20-as labdarúgó-bajnokság
  - Győztes (1): 2011

- U20-as labdarúgó-világbajnokság
  - Győztes (1): 2011